# 迪安·艾奇逊
迪安·古德哈姆·艾奇逊（英語：Dean Gooderham Acheson，1893年4月11日—1971年10月12日），生於康涅狄格州米德尔敦，美国律师、政治家。作为第51任美国国务卿，他于1949年至1953年间主导了哈里·S·杜鲁门政府的外交政策。在1945年至1947年冷战初期，他也是杜鲁门的主要外交政策顾问。艾奇逊协助制定了“杜鲁门主义”和“马歇尔计划”，以及“北大西洋公约组织”（NATO）的创建，同时主导编写了《中美关系白皮书》。他于1947年7月至1948年12月间曾回归律师职业。
1949年美國總統杜魯門批准了由國務卿艾奇遜於國安會提出的一份秘密文件，指出美國應該讓台灣與中國大陸互不隸屬，台灣交由聯合國託管或慢慢推動台獨或自治運動是對美國最好的結果。1949年1月26日，艾奇遜發表聲明，表示「美國對華政策不變」:143。1949年之后，艾奇逊因杜鲁门政府对中华人民共和国的政策而遭到以参议员约瑟夫·麦卡锡为首的共和党人政治攻击。
1968年，作为一名普通公民，他建议总统林登·约翰逊与北越进行和平谈判。在1962年的古巴导弹危机期间，总统约翰·F·肯尼迪召请艾奇逊提供建议，并将其纳入战略顾问小组“执行委员会”（ExComm）。
1971年10月12日逝世于马里兰州桑德斯普林。